# Свети Димитър (Лехово)
Вижте пояснителната страница за други значения на Свети Димитър.
„Свети Димитър“ (на гръцки: Aγίου Δημητρίου) е възрожденска православна църква в костурското село Лехово, Егейска Македония, Гърция. Храмът е част от Костурската епархия.
Църквата е построена в 1812 година, а в 1868 година е обновена. Тя е уникален исторически обект за района. Обявена е за исторически паметник. Църквата е обявена за защитен паметник в 1987 година. В 2002 година за защитен паметник е обявена и камбанарията на храма.
Църквата има ценни резбовани елементи в интериора – иконостас, владишки трон, амвон и проскинитарии.